# 赫尔松州城市列表
乌克兰赫尔松州有9个聚居地被乌克兰最高拉达授予城市地位（羅馬化：misto）。在乌克兰获得城市地位需要聚居地人口突破1万或是有着历史意义及地区重要性。截至2001年12月5日（这是乌克兰独立后首次和唯一一次人口普查），首府赫尔松是该州人口最多的城市，人口为328360人。塔夫里斯克则是该州人口最少的城市，人口仅有11452人。乌克兰去共法通过后，以蘇聯政治家亞歷山大·瞿魯巴命名的城市秋鲁平斯克更名成奥莱什基。赫尔松州在2020年前曾有4座在地方议会下自治的州辖市。其余5座城市则分别位于该州18个区，以区辖市身份，隶属于各区政府。2020年7月18日，乌克兰对行政区进行改革，废除了州辖市和区辖市，并将这些地区合并成5个区。这5个区分别是别里斯拉夫区、海尼切斯克区、卡霍夫卡区、赫尔松区和斯卡多夫斯克区。
2022年2月24日俄罗斯入侵乌克兰后，该州所有城市（包括首府赫尔松，俄罗斯在入侵期间唯一占领的州首府）均被俄军占领。随后，乌克兰军队在同年的赫尔松反攻中光復了州府赫爾松和聶伯河畔城市别里斯拉夫，剩余的7座城市仍处在俄军占领下。由于在战时市民为保卫城市击退侵略者做出巨大贡献，赫尔松于2022年被授予乌克兰英雄城市荣誉奖。发生于2023年6月6日的卡霍夫卡水坝溃决事件导致位于溃坝下游的第聂伯河沿岸城市（霍拉普里斯坦、赫尔松、新卡霍夫卡和奥莱什基）皆受到水灾影响。

## 城市列表

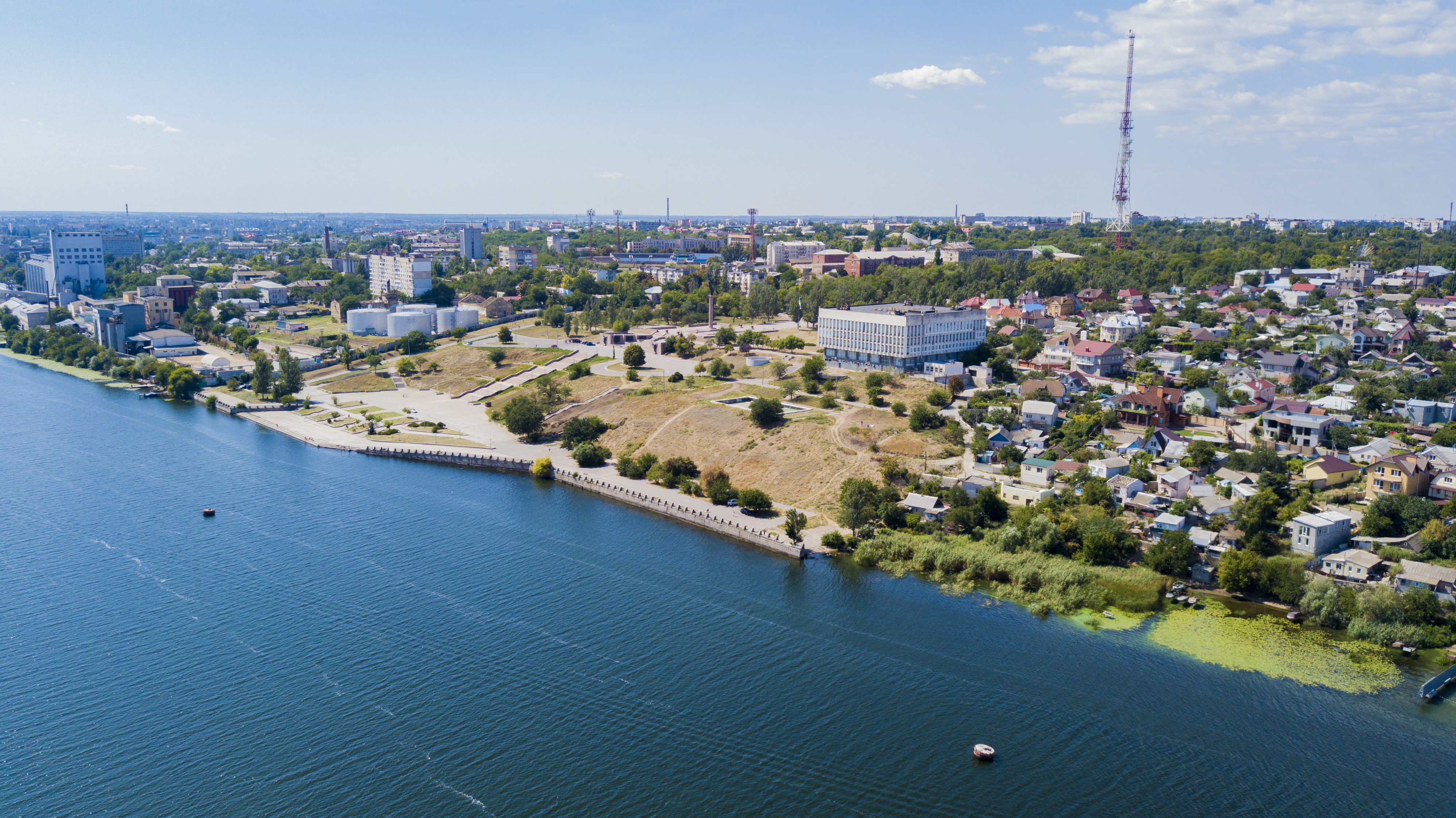
赫尔松州人口最多的城市和首府赫尔松。

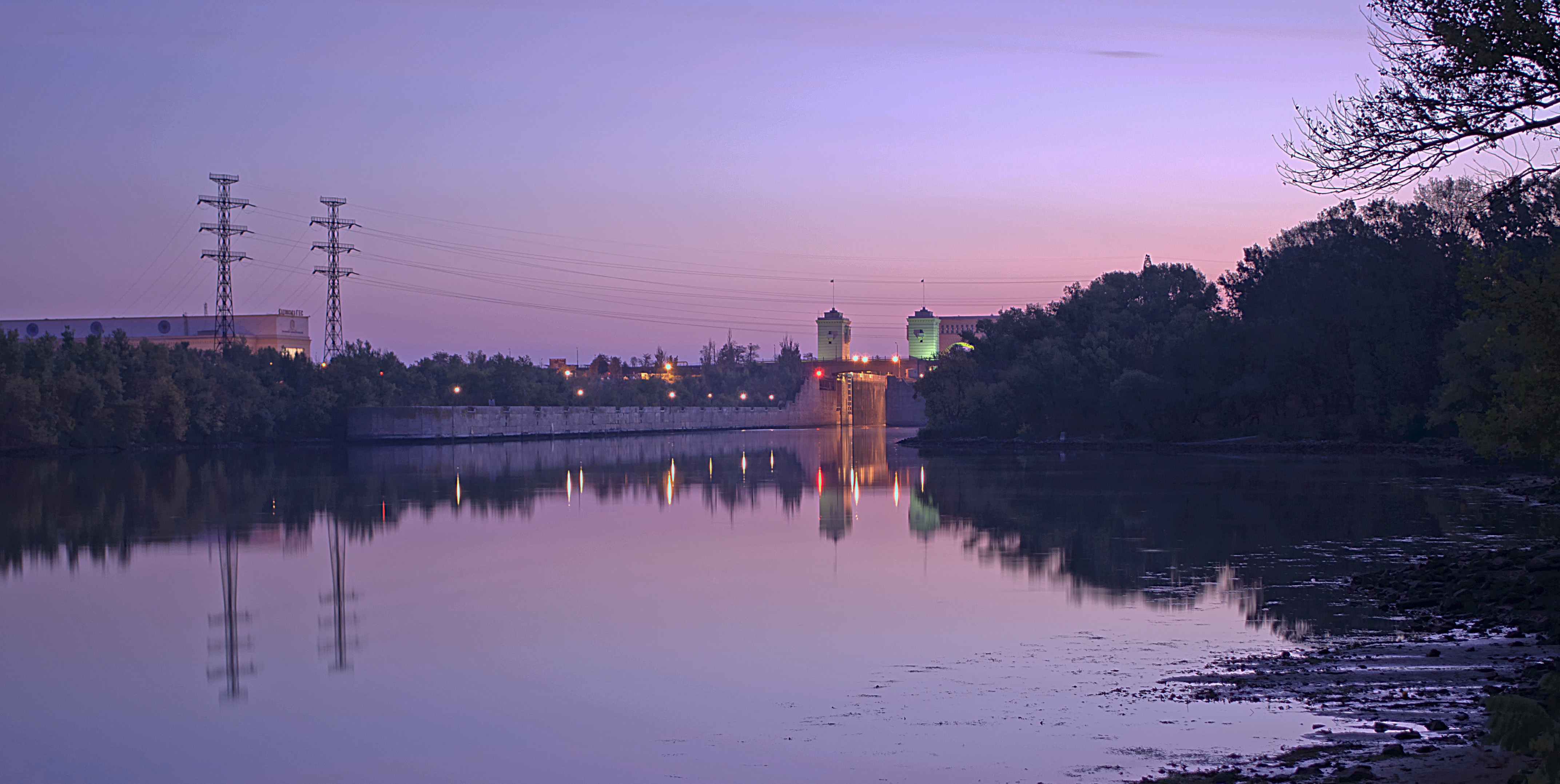
新卡霍夫卡是赫尔松州人口第二多的城市，同时也是卡霍夫卡水坝所在地。

| 标志 | 城市类型                 | 数量 |
| ---- | ------------------------ | ---- |
| ※    | 首府                     | 1    |
| ^    | 2020年行政改革前的州辖市 | 4    |
| #    | 英雄城市                 | 1    |

| 城市名字      | 城市名字 | 区             | 人口        | 人口            | 人口    | 实际控制 |
| 中文          | 乌克兰语 | 区             | 2022年 估计 | 2001年 人口普查 | 差距    | 实际控制 |
| ------------- | -------- | -------------- | ----------- | --------------- | ------- | -------- |
| 别里斯拉夫    |          | 别里斯拉夫区   | 11,895      | 15,455          | −23.03% | 乌克兰   |
| 海尼切斯克    |          | 海尼切斯克区   | 18,889      | 21,793          | −13.33% | 俄羅斯   |
| 霍拉普里斯坦^ |          | 斯卡多夫斯克区 | 13,544      | 16,028          | −15.50% | 俄羅斯   |
| 卡霍夫卡^     |          | 卡霍夫卡区     | 34,749      | 38,238          | −9.12%  | 俄羅斯   |
| 赫尔松※#^     |          | 赫尔松区       | 279,131     | 328,360         | −14.99% | 乌克兰   |
| 新卡霍夫卡^   |          | 卡霍夫卡区     | 44,427      | 52,611          | −15.56% | 俄羅斯   |
| 奥莱什基      |          | 赫尔松区       | 24,124      | 24,123          | 0.00%   | 俄羅斯   |
| 斯卡多夫斯克  |          | 斯卡多夫斯克区 | 16,969      | 19,641          | −13.60% | 俄羅斯   |
| 塔夫里斯克    |          | 卡霍夫卡区     | 10,108      | 11,452          | −11.74% | 俄羅斯   |

## 外部連結
- 2001 Ukrainian census, Population Structure （烏克蘭語）
- (PDF). db.ukrcensus.gov.ua. 乌克兰国家统计局. （原始内容存档 (PDF)于2021-05-26） （乌克兰语及英语）.
- Regions of Ukraine and their composition （烏克蘭語）
- World Gazetteer: Cities of Ukraine，存档于Archive.today（存檔日期 2012-12-10）